# Germán Nieto Fernández
Germán Nieto Fernández (Madrid, 18 de desembre de 1972), fou un ciclista espanyol, professional entre 1994 i 2003. Va destacar com a gregari sense aconseguir cap triomf d'etapa. Un cop retirat va dirigir el Relax-Fuenlabrada que va ser el seu últim equip.

## Palmarès
- 1999
  - Classificació de les metes volants a la Setmana Catalana

### Resultats a la Volta a Espanya
- 1999. 104è de la classificació general
- 2000. 120è de la classificació general
- 2001. 138è de la classificació general
- 2002. 131è de la classificació general
- 2003. 155è de la classificació general